# Rahma Ben Ali
Rahma Ben Ali, née le 15 septembre 1993 en Tunisie, est une taekwondoïste tunisienne.

## Carrière
En 2010, Rahma Ben Ali remporte la médaille de bronze des mondiaux juniors à Tijuana dans la catégorie des moins de 55 kg, participe aux Jeux olympiques de la jeunesse d'été de Singapour et obtient une médaille d'argent en moins de 57 kg aux championnats d'Afrique à Tripoli.
Elle obtient la médaille d'or aux Jeux africains de 2011 à Maputo dans la catégorie des moins de 53 kg et la médaille d'argent aux championnats d'Afrique 2012 à Antananarivo et aux championnats d'Afrique 2014 à Tunis dans cette même catégorie de poids. Elle est médaillée de bronze aux Jeux africains de 2015 à Brazzaville dans la catégorie des moins de 53 kg. En 2016, elle termine deuxième du tournoi africain de qualification olympique à Agadir en moins de 57 kg mais est éliminée au premier tour des Jeux olympiques de 2016.
Elle est médaillée d'argent des moins de 53 kg aux championnats d'Afrique 2018 à Agadir.